# تونبريدج أينجلز
نادي تونبريدج أينجلز لكرة القدم (بالإنجليزية: Tonbridge Angels Football Club) نادي كرة قدم إنجليزي يلعب في دوري الدرجة السابعة . تم تأسيس النادي في سنة 1947 .